# Giuseppe Praga

Giuseppe Praga

Giuseppe Praga (Ugliano, 19 marzo 1893 – Venezia, 19 febbraio 1958) è stato un archivista italiano e storico italiano, vicefederale del Partito nazionale fascista di Zara.

## Vita
Giuseppe Praga nacque da Cristoforo e Maria Nani nella piccola località di Sant'Eufemia nell'isola di Ugliano, vicino a Zara, ai tempi della dominazione austriaca della Dalmazia. Si diplomò nel 1911 presso il Ginnasio Superiore "San Grisogono" di Zara. Iscrittosi all'università di Vienna, frequentò gli studi di filologia classica, dove seguì i corsi di Wilhelm Meyer-Lübke per la linguistica e la filologia romanza, di Milan Rešetar per la filologia slava, di Carlo Battisti per la filologia italiana e di Paul Kretschmer per la filologia bizantina e neo-greca. Qui acquisì una padronanza assoluta delle lingue slave e soprattutto delle forme linguistiche veteroslave, il che gli permetterà in seguito di approfondire con rara perizia gli studi medievali della sua terra natale.
Scoppiata la prima guerra mondiale quando aveva già terminata - ma non ancora discussa - la sua tesi di laurea, venne chiamato alle armi nell'esercito austroungarico, venendo dispensato nel 1915 a causa della morte del padre. Per le disagiate condizioni economiche familiari, Praga fu costretto ad impiegarsi e a sospendere l'iscrizione all'università, ultimando gli studi solo ad ottobre del 1918, in una Vienna che di lì a poco sarebbe divenuta teatro dello sfacelo del vecchio impero. Nel 1920 la sua tesi sul dalmatico - tradotta dal tedesco - venne depositata presso l'Università degli Studi di Padova, che di conseguenza lo ammise direttamente all'esame di laurea, brillantemente superato col massimo dei voti e la lode.
Nel 1919 si trasferì ad Arbe, dove prestò servizio come segretario in un ufficio pubblico. In attesa delle determinazioni del tavolo di pace, l'isola di Arbe era stata occupata dal Regio Esercito italiano. Fu in quest' periodo che Praga scoprirà la propria vocazione per la storia, grazie alla frequentazione con i locali archivi, precedentemente quasi inesplorati. La passione trentennale per Arbe lo porterà a raccogliere un enorme materiale: oltre mille documenti suddivisi in tre gruppi, che lui trascriverà minuziosamente fino a ricostruire il Codex diplomaticus arbensis, ora depositato presso la Biblioteca Marciana di Venezia.
Nel 1921 Giuseppe Praga lasciò Arbe, dove aveva conosciuto Antonietta Sbisà, che l'anno successivo sarebbe divenuta sua moglie. Iniziato l'insegnamento a Idria (all'epoca in provincia di Gorizia), dopo alcuni anni tornò a Zara, dove occuperà per quasi un decennio la cattedra di italiano e storia presso l'istituto tecnico "Francesco Rismondo".
Nel 1926 fu fra i fondatori della Società Dalmata di Storia Patria, della quale fu il presidente fino al 1934. Sempre nel 1926, venne nominato vice presidente della Lega Nazionale, carica che manterrà fino al 1930. Nel 1928 venne nominato ispettore onorario per l'arte medievale e moderna della provincia di Zara. Nel 1930 conseguì la libera docenza in paleografia latina e diplomatica presso l'Università di Roma, seguita nel 1932 dalla libera docenza in storia medievale e moderna. Praga però chiese l'esenzione dall'insegnamento pubblico, per potersi dedicare ai suoi studi. A partire dal 1932 Praga, all'epoca vicefederale del Partito nazionale fascista di Zara, diresse la Biblioteca Comunale Pier Alessandro Paravia, divenendo collaboratore della Sovrintendenza Bibliografica di Venezia. Nel 1933 ottenne per i suoi studi l'ambito premio dell'Accademia d'Italia. Nel 1936 fu nominato sovrintendente dell'Archivio di Stato di Zara. Nel 1938 rivestiva anche la carica di ispettore bibliografico per il Comune di Zara.
Socio effettivo dal 1927 e dal 1929 consigliere della Deputazione di storia patria per le Venezie, fra il 1939 e il 1940 fu presidente della Sezione Dalmazia della Deputazione stessa.
Nel 1944, a seguito dei bombardamenti di Zara sfollò a Venezia, dov'era stato messo in salvo il materiale di maggior pregio della Biblioteca Paravia, venendo comandato alla direzione generale delle accademie e biblioteche di Padova. Nel dopoguerra fu bibliotecario aggiunto alla Biblioteca Nazionale Marciana di Venezia, curando in modo particolare il catalogo per soggetti delle pubblicazioni di argomento veneto.
Morto a Venezia nel 1958, il suo notevole archivio venne donato dagli eredi alla Biblioteca Marciana.
Giuseppe Praga è oggi unanimemente riconosciuto fra i più importanti storici della Dalmazia di tutti i tempi.

## Opere
La produzione storiografica di Giuseppe Praga fu vastissima: oltre un centinaio fra libri ed articoli, questi ultimi apparsi sia sulle riviste specialistiche di storia dalmata - la "Rivista Dalmatica", gli "Atti e Memorie della Società Dalmata di Storia Patria", l'"Archivio storico per la Dalmazia" - sia s'una serie di altre riviste storiche specializzate: l'"Archivio Veneto", l'"Archeografo Triestino", il "Museum" di San Marino, la "Nuova Antologia", la "Rivista Storica Italiana" eccetera. A fianco di queste opere edite, stanno i 76 fascicoli di materiale inedito della Marciana, che comprendono un Repertorio bio-bibliografico degli scrittori dalmati, una serie di Documenti per la storia dell'arte bizantina e veneziana (1350-1530), e un Repertorio bio-bibliografico degli artisti dalmati: il tutto organizzato in schede, utilizzate da Praga per la consultazione rapida.
Fra i suoi scritti più importanti, ricordiamo:
- Alcune voci sulla Dalmazia per l'Enciclopedia Italiana
- Guida di Zara (1925)
- Testi volgari spalatini del Trecento (1927)
- Indagini e studi sull'umanesimo in Dalmazia (serie di monografie apparse a partire dal 1932)
- Zara nel Rinascimento (1935)
- Atti e diplomi di Nona (1284-1509) (1936-1937)
- Storiografia dei paesi balcanici (1937)
- Guida di Zara: aspetti, storia, monumenti (1938)
- La chiesa di Roma e la Croazia (1941-1942)
- Index auctorum latinitatis Medii Aevi antiquioris. Supplementum Dalmaticum (1948)
- Documenti del 1848-1849 a Zara e in Dalmazia (1949)
- L'Evangelario dei Sacramenti di Zara (1956)

## La "Storia di Dalmazia"

La copertina dell'edizione del 1954 della Storia di Dalmazia

L'opera per la quale è soprattutto noto Giuseppe Praga è la Storia di Dalmazia.
Scritta negli anni a cavallo della seconda guerra mondiale, pubblicata una prima volta in formato ridotto e in sole sedici copie non destinate al commercio nel 1941, poi in una seconda edizione del 1943 andata persa nelle concitate fasi belliche, vide infine la luce definitiva per opera della casa editrice CEDAM di Padova nel 1954 ed in seguito venne ripubblicata - in edizione ampliata dallo storico fiumano Mario Dassovich per il periodo non coperto da Praga (successivo al 1870) - nel 1981.
Basandosi su una vastissima conoscenza dei documenti degli archivi dalmati e sulla padronanza completa non solo dell'italiano, del tedesco e del croato, ma anche del greco e del latino, il Praga condensò in quest'opera quarant'anni di studi. La Storia di Dalmazia del Praga divenne nel tempo l'esempio migliore della storiografia di lingua italiana dedicata a quella regione, snodo obbligato per tutti gli studi successivi.
La struttura dell'opera è di tipo cronologico, suddivisa in tre grandi capitoli, a loro volta suddivisi in vari paragrafi:
- Evo Antico
  - La colonizzazione greca e la conquista romana (385 a.C.-9 d. C.)
  - Da Augusto a Diocleziano (9-297)
  - Da Diocleziano a Eraclio (297-615)
- Evo Medio
  - L'invasione avaro-slava e la sopravvivenza della latinità (615-802)
  - Nella lotta dei due imperi (802-1000)
  - L'ingresso di Venezia e di Roma (1000-1089)
  - La lotta dei comuni per la libertà (1089-1205)
  - I comuni di fronte a Venezia e all'Ungheria (1205-1358)
  - Il dominio ungherese (1358-1420)
- Evo Moderno
  - La Signoria di Venezia dalla Santa Intrada a Lepanto (1420-1571)
  - La Signoria di Venezia da Lepanto alla caduta della Repubblica (1571-1797)
  - L'epoca napoleonica (1797-1814)
  - Il Risorgimento (1814-1870)

La Storia del Praga cerca di ricostruire un ininterrotto filo rosso che parte dalla dominazione romana della Dalmazia, e passando per la mirabile storia dei comuni dalmati arriva fino alla dominazione veneziana, in modo da non presentare cesure: per il Praga è dimostrata la continuità storica della presenza neoromanza - e in seguito italiana - in Dalmazia. Accolta con grande favore, l'opera del Praga è diventata nel tempo un'icona nel mondo della diaspora dalmata, mentre per parte della storiografia jugoslava e croata questo saggio sarebbe tipico di chi "non è riuscito a superare il suo irredentismo".